# Ebolavirus
Ebolavirus[⇨] (ебо́лавірус, вірус Ебо́ла або вірус Е́́бола[⇨]) — рід вірусів із родини філовірусів (Filoviridae). Перший вид із цього роду виділений у районі річки Е́бола (Заїр), що дало назву вірусу — Zaire ebolavirus. Щонайменше 4 з 5 видів цього роду породжують у людей хворобу, яку спричинює вірус Ебола (або гарячку Ебола). Морфологічно еболавіруси схожі з вірусом Марбург, який також належить до родини філовірусів і зумовлює захворювання з дуже схожими проявами, яке було зареєстровано у XX ст. у низці резонансних епідемій — гарячку Марбург. Вірус Ебола став причиною кількох широко висвітлених серйозних епідемій з часу відкриття вірусу в 1976 році.
Детальніші відомості з цієї теми ви можете знайти в статті Епідемія гарячки Ебола в Західній Африці (2014–2015).

## Назва і таксономія
Таксономія вірусу Ебола кілька разів змінювалася. Першим в 1976 році було виділено вид вірусу (зараз він називається Zaire ebolavirus), який спочатку отримав назву Ebola virus за річкою Ебола, що протікає в Демократичній республіці Конго, де в 1976 році і стався спалах захворювання. Незабаром були виявлені інші схожі віруси, які спочатку позначали як підвиди Ebola virus, і серед вірусологів така практика трапляється до сих пір; при цьому, якщо не вказано конкретний вид, зазвичай мається на увазі Zaire ebolavirus; крім написання Ebola virus (роздільно, з великої літери) також зустрічається і злите — ebolavirus (разом, з маленької літери). У 1998 році ці види були виділені в окремий рід, спочатку названий Ebola-like viruses (Віруси, схожі на Ебола), а в 2002 перейменований в ebolavirus (злите написання). Станом на травень 2016 року, ICTV затверджена наступна номенклатура: рід Ebolavirus, види: Bundibugyo ebolavirus, Reston ebolavirus, Sudan ebolavirus, Taï Forest ebolavirus і типовий вид Zaire ebolavirus.

Наразі вимовляють як «Е́́бола» й «Ебо́ла», хоча існують думки, що правильним є наголос виключно на другому складі, але ймовірно допускається будь-який наголос і вимова.

## Етіологія

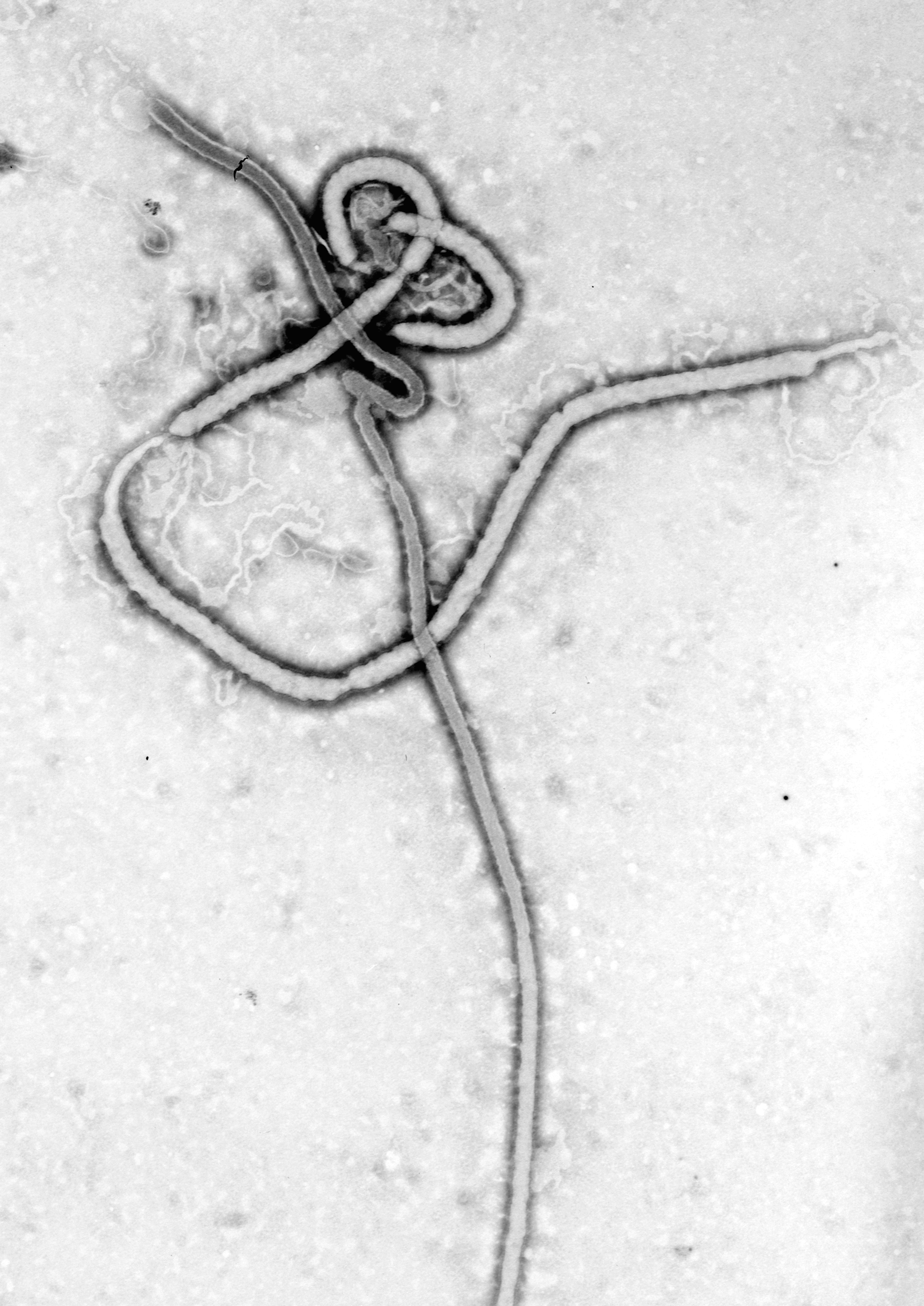
Отримане у 1976 році вперше електронно-мікроскопічне зображення вірусу Ебола.

Збудники гарячки Ебола — це виявлені на сьогодні 5 видів РНК-вмісних вірусів, що входять до роду Ebolavirus, якій належить до родини Filoviridae. У складі вірусу є глікопротеїн, який може виявлятись у розчинній формі і спричиняти різке підвищення проникності судин, масивні кровотечі. Види вірусу Ебола: Заїр, Судан, Таї Форест (раніше — Кот-д'Івуар), Бундібуджо і Рестон. У людини клінічно виразні прояви хвороби зумовлюють тільки перші 4 з них. Для виду Рестон характерним є безсимптомний перебіг у людей, у них виявляють антитіла до цього підтипу і, на сьогодні, серйозних захворювань або випадків смерті у людей не зареєстровано. Великі спалахи гарячки Ебола в Африці з високою летальністю (до 90 %) спричинюють види Заїр, Судан і Бундібуджо. Вид Заїр породив останню найтяжчу епідемію 2014—2015 рр., яка триває і досі в Західній Африці.

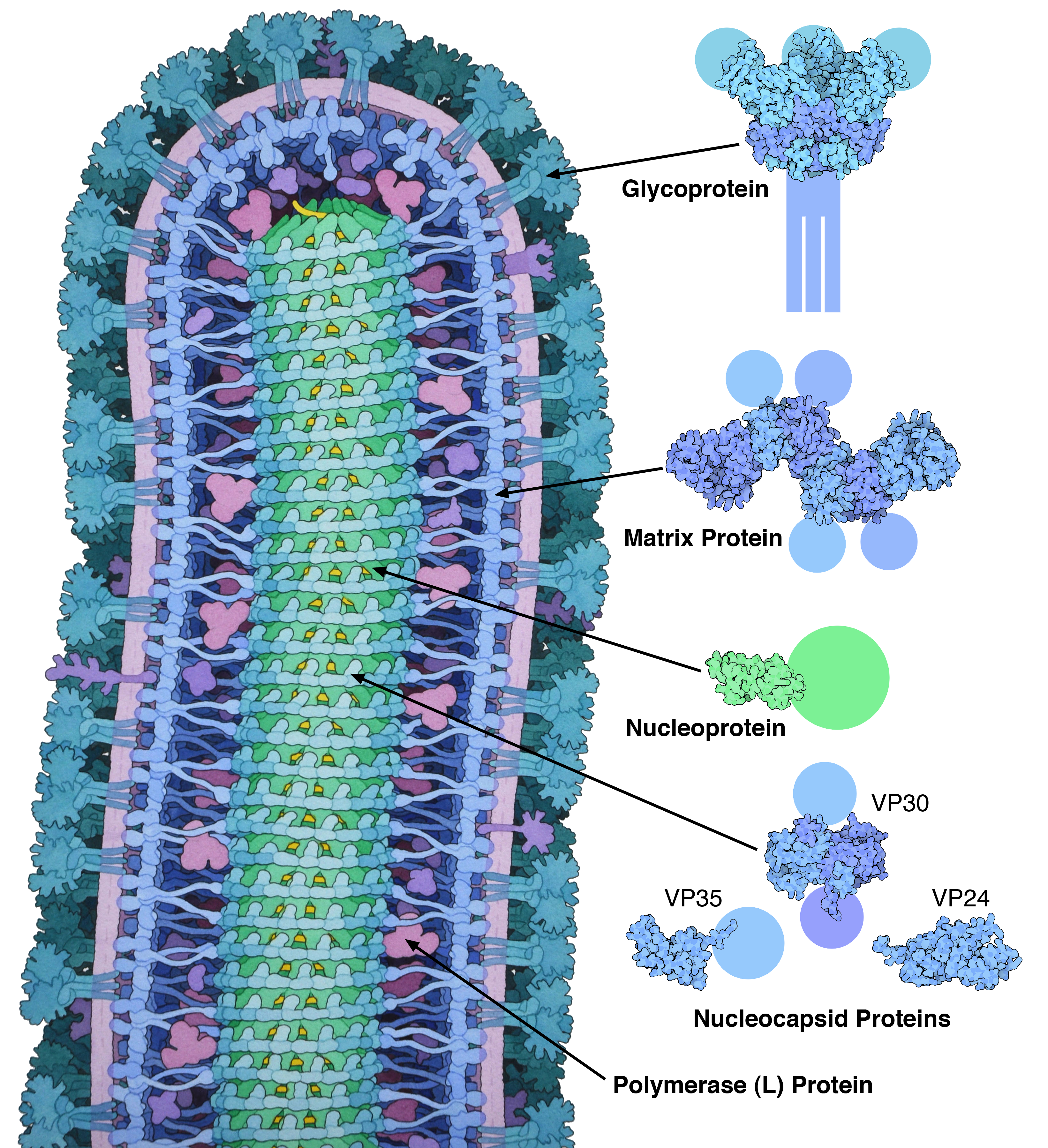
Схематичне зображення білків вірусу Ебола.

Спостереження варіантів вірусу при використанні контрастнегативних методів дослідження часто приводить до неправильної їх ідентифікації. Певна кількість питань стосовно вірусу Ебола не розв'язана через необхідність роботи з ним в умовах надзвичайної обережності — він віднесений до I групи особливо небезпечних патогенів (Україна) або до IV групи ризику за сучасними міжнародними стандартами ВООЗ, робота з ним або рідинами, тканинами, предметами, що його можуть містити, вимагає забезпечення максимального рівня захисту, що безумовно створює проблеми і зменшує інтенсивність досліджень.
Вірус Ебола віднесено до тих біологічних агентів, які офіційно визнано чинниками біологічної зброї.

## Морфологія
Віруси Ебола є плеоморфними, можуть бути довгими ниткоподібними, «U»-подібними, «6»-подібними, або навіть мати сферичну форму. Вірусні частинки складаються з окремих внутрішніх гвинтоподібних структур, які імовірно й створюють нуклеокапсид, мембранних часточок обгортки і покривного шару. На поверхні останнього є шипи до 10 нм у довжину. Покривний шар створений з клітин хазяїна і з'єднується з нуклеокапсидом. У покривному шарі часто є прогалини, які виникають, скоріше за все, під час виходу сформованих вірусів з клітини хазяїна, коли невеликі ділянки вірусу відриваються. Структура нуклеокапсиду є складною: містить темну центральну вісь, 20-30 нм в діаметрі, яка оточена світлими спіральними оборотами діаметром у 40-50 нм з чергуванням смугастих розривів, які мають розміри до 5 нм. Зовнішній край нуклеокапсида часто є розмитим, через що встановити поділ між покривним шаром і нуклеокапсидом досить складно. Віруси мають приблизно 80 нм у діаметрі, є непостійної, змінної довжини, яка досягає 14 000 нм.

Схематичне зображення генома вірусу Ебола.

Кожен віріон містить одну молекулу лінійної, одноланцюгової, негативного сенсу (-)-ланцюг) РНК у 18 959—18 961 нуклеотидів у довжину. 3'кінець не є поліаденілатним і 5'кінець не є обмеженим. Цей вірусний геном кодує 7 структурних білків і 1 неструктурний. Генна послідовність є 3′ — лідер — NP — VP35 — VP40 — GP/sGP — VP30 — VP24 — L — трейлер — 5′; з лідером і трейлером є не транскрибовані регіони, які надають важливі сигнали для управління транскрипцією, реплікацією, збиранням вірусних геномів у нових віріонах. Розділи NP, VP35 і L філовірусів були визначені як ендогенні з геномів кількох груп дрібних ссавців. Було встановлено, що 472 нуклеотиди від 3'-кінця і 731 нуклеотид від 5'-кінця є достатніми для реплікації вірусного «мінігенома», хоча цього і не достатньо для інфекційного процесу. Мінігеномний генетичний матеріал сам по собі не є інфекційним, тому і синтезуються вірусні білки, у тому числі РНК-залежної РНК-полімерази, які необхідні для транскрипції вірусного геному в мРНК, оскільки саме це є необхідним для вірусів з (-)-ланцюг РНК для копіювання свого вірусного генома.
Експериментальні дослідження вірусу були проведені на біологічних моделях: лабораторні (білі) миші, свині, морські свинки, хом'яки. Вважають, що вірус на цих моделях продемонстрував зниження своєї патогенності. Тоді як у приматів він демонструє високу патогенність.

### Чутливість і стійкість вірусу
Ebolavirus є чутливим до 3 % розчину оцтової кислоти, 1 % глутарового альдегіду, нерозведеного етилового спирту і при розведенні (1:10-1:100 для ≥10 хвилин), 5,25 % побутового хлорного вапна. ВООЗ рекомендує знешкоджувати вірус в лабораторних препаратах шляхом експозиції протягом 10 хвилин у 5,25 % побутовому хлорному вапні. Вірус Ебола є помірно термолабільним і може бути інактивований шляхом нагрівання протягом 30-60 хвилин при 60°С, кип'ятінням протягом 5 хвилин, або гамма-опроміненням (1,2 — 1,27 x106 Рад) у поєднанні з використанням 1 % глутарового альдегіду. Ebolavirus також є помірно чутливим до ультрафіолетового опромінювання. Вірус Ебола здатний вижити протягом тижня в крові, а також може зберігатися на забруднених поверхнях, особливо при низькій температурі, зокрема при 4°С.

## Характеристика окремих видів вірусу Ебола

Філогенетичне дерево порівняння Ebolavirus і Marburgvirus.

### Zaire ebolavirus
Вид Zaire ebolavirus (ZEBOV) вперше виділили в Заїрі в 1976 році, від чого він і отримав свою назву. Вид Заїр вважають типовим видом роду, який спричинив найбільшу кількість спалахів захворювання. Хвороба, яку він спричинював, має найвищий відсоток летальності, що коливається в межах 60-83 %. Під час спалаху 1976 летальність склала 88 %, в 1994 році — 60 %, в 1995 році — 81 %, в 1996 році — 73 %, в 2001-2002 роках — 80 %, в 2003 році — 90 %. Zaire ebolavirus потенційно може бути використаний як біологічна зброя через його летальну дію на людину, тим більше, що на сьогодні поки що не сповіщено про наявність ефективної вакцини, хоча у країнах, постраждалих від епідемії гарячки Ебола 2014—2015 рр. відбувається спостереження за застосуванням експериментальної вакцини. У дослідженні на приматах виявлено, що для виникнення захворювання досить потрапляння через слизові оболонки 1-10 вірусних мікроорганізмів, що є теж перспективним для можливого використання як біологічної зброї.

#### Клітинна структура і метаболізм
Zaire ebolavirus складають 7 лінійно розташованих генів. Порядок генів полягає в наступному: 3'-NP-VP35-VP40-GP-VP30-VP24-L. Транскрипційний сигналі пуску і зупинки містить послідовність 3'-UAAUU. Три базових міжгенних послідовності присутні між генами NP і VP35 (3'-GAU) і VP40 і генів GP (3'-назад, і велика міжгенна секвенсова послідовність 142 відокремлює VP30 VP24 і гени. Стеблопетльові структури (англ. Stem-and-loop structures) були виявлені наприкінці 5I провідної нитки.
Zaire ebolavirus містить 4 віріонні структурні білки: VP30, VP35, нуклеопротеїдний і полімеразний білок (L). А VP40, глікопротеїн (GP) і VP24 — це 3 мембранні білки цього виду вірусу Ебола. Поверхневий гілікопротеїн закодований в 2 відкритих зчитувальних рамках (ORFI і ORFII). ORFI кодує невеликий (50-70 кд) розчинний неструктурний секреторний глікопротеїн (SGP), який виробляється у великих кількостях на початку хвороби. Цей SGP зв'язується з рецептором нейтрофілів CD16b, з специфічним Fc-рецептором III нейтрофілів, та інгібує ранню активацію нейтрофілів. Це може пояснити виникнення лімфопенії, яку відзначають з початку гарячки Ебола. Імовірно, що саме SGP є ключовим фактором у запобіганні успішної імунної відповіді зараженого макроорганізма. Однак стосовно цього механізму існують певні застереження, що не він є головним у формуванні слабкої відповіді на вірус, можливим в цій ситуації вважають наявність певної неадекватної відповіді, обумовленою особливістю вродженого імунітету. Саме тому точний метаболізм вірусів Ебола є досі непроясненим. Поміж всіма видами вірусу Ебола, вид Zaire ebolavirus є найсмертельнішим. Летальність може досягати до 90 % в деяких випадках і смерть настає протягом декількох днів після первинного інфікування. Швидкість наростання симптомів хвороби напряму пов'язана з швидкістю вірусної реплікації в організмі. Білок VP35, який є кофактором для полімерази РНК вірусу Ебола, цей комплекс необхідний для утворення нових вірусів. Коефіцієнт вірулентності для Zaire ebolavirus підвищується, коли VP35 зв'язується з дволанцюжковою РНК (дцРНК). Останнім часом була виявлена заглушка для білка VP35, яку утворюють гідрофобні молекули, що прикріплені до кінця хвоста. Ця заглушка насправді допомагає білку VP35 прив'язатися до дсРНК. Це заглушка може також імітувати експресію з RLG-л-подібними рецепторами (RLR), що є однією з причин того, чому вірус настільки успішно проходить імунну систему макроорганізму. Медикаментозне пошкодження білка VP35 є метою для ефективної терапії хвороби, яку спричинює вірус Ебола.
Коли імунна система починає реагувати на Zaire ebolavirus, макроорганізм виробляє велику кількість цитокінів, хемокінів і факторів росту. Крім того, було відзначено, що запускається апоптоз лімфоцитів, якого провокує явна втрата периферичних CD4- і CD8-лімфоцитів. Таким чином, вірус дуже просто бере верхи над іншими клітинами, якщо виробництво лімфоцитів стає низьким. Це дослідження є перспективним у пошуку ефективного лікування хвороби, яку спричинює Zaire ebolavirus.

#### Екологія
Видову РНК Zaire ebolavirus виявили в клітинах органів гризунів і землерийок, які займають відповідні екологічні ніші в лісових районах. Було зроблено навіть висновок про те, що резервуарами вірусу є гризуни, що мешкають в Центральноафриканській Республіці. Це зоонозні патогени можуть передаватися від заражених гризунів до інших неінфікованих, а іноді і вторгатися до тих тварин, яких не відносять до гризунів (ссавців, які живляться природною рослинністю лісового середовища в Африці, мавп, шимпанзе, кажанів), і, навіть, людей. Разом з тим на сьогодні вважають, що саме фруктоїдні кажани з родини Pteropodidae є основним резервуаром цього виду вірусу Ебола.
У дослідженні, проведеному в сільських районах Габона, напружений імунітет (гуморальний і клітинний) до Zaire ebolavirus було виявлено у багатьох представників лісових племен цього регіону. Ці люди, які жили в лісі, мали найвищий рівень імунітету у порівнянні з тими, хто жив на березі озера чи в саванні. Вчені вважають, що високий рівень імунітету в лісових спільнотах пов'язано з частим тісним контактом людей із зараженою вірусом слиною тварин, що забруднює фрукти.

### Sudan ebolavirus
Вид Sudan ebolavirus (SEBOV) виявили майже одночасно з заїрський видом у 1976 році в Судані (нині Південний Судан). Тоді захворіло 284 людини, померло 151, летальність склала 53 %. Резервуар даного вірусу на той момент так і не було виявлено, незважаючи на те, що відразу після епідемії вчені провели тестування на наявність вірусу у різних тварин і комах, що мешкають в околицях цього містечка. Спалахи гарячки Ебола, яку спричинив цей вид, були в подальшому зареєстровані у 1979 році в Судані (захворіло 34, померло 22, летальність 65 %), в 2000—2001 рр. — в Уганді (454 захворіло, померло 224, летальність 53 %), в 2004 році — у Південному Судані (17 захворіло, померло 7, летальність 41 %), в 2011 році в Уганді захворіла 1 людина, яка померла, в 2012—2013 рр. в Уганді (захворіло загалом 31, померло 21, летальність 68 %). В липні-серпні 2014 року останній на сьогодні спалах гарячки Ебола, яку спричинив цей вид вірусу, в Демократичній Республіці Конго призвів до смерті 49 людей, при тому загалом захворіло 66, летальність склала 74 %.

#### Екологія
Так само як і при циркуляції Zaire ebolavirus джерелом і резервуаром хвороби є фруктоїдні кажани з родини Pteropodidae. SEBOV в основному не є охарактеризований на молекулярному рівні. Тим не менш, його геномна послідовність, а разом з ним геномна організація та збереження окремих відкритих рамок зчитування, схожі на інші відомі види вірусу Ебола. Тому на сьогодні передбачають, що отримані при вивченні ZEBOV дані можуть бути екстрапольовані і на SEBOV. Також вважають, що всі основні білки SEBOV аналогічні ZEBOV. Є твердження, що SEBOV є ендемічним для району Судан-Уганда, має геном з трьох генів перекриття (VP35/VP40, GP/VP30, VP24/L), має геномну послідовність, що відрізняється від такої в ZEBOV ≤ 30 %.

### Reston ebolavirus

#### Виявлення вірусу у мавп
Вид Reston ebolavirus (RESTV) класифікують як один з видів вірусу Ебола. На відміну від інших видів, даний є азійського походження; його батьківщиною є Філіппіни. Це був перший вид вірусу Ебола, який виявили за межами Африки, і в природі уражав приматів. Вірус виділили під час спалаху геморагічної гарячки у крабоїдних мавп Macaca fascicularis в 1989 році, які були вивезені з Філіппін в одну з дослідницьких лабораторій в Рестоні, штат Вірджинія, США. Після цього спалаху були зафіксовані спалахи хвороби у тварин в 1992-93 і 1996 рр.. У 1996 році дослідження при спалаху, який спричинив Reston ebolavirus у макак, які були імпортовані з Філіппін до США і знаходились у карантині, показали, що серед 1732 мавп, які були піддані обстеженню, лише у 3-х виявили тільки антитіла. У 132 з 1100 померлих та хворих виявили антиген RESTV. Взагалі, за 5 місяців не вдалося приборкати спалах допоки усі мавпи або померли, або вивезені за межі об'єкту. Серед 251 співробітника об'єкту лише у 1 людини знайшли антитіла до RESTV і у жодного не було ніяких ознак хвороби. Загалом, з 1989 до 1997 року включно протестували 458 осіб, які були в контакті з зараженими мавпами, і лише у 5 (1 %) виявили антитіла до RESTV.

#### Виявлення вірусу у свиней
З липня 2007 року по червень 2008 року відбулося помітне збільшення випадків так званого репродуктивного і респіраторного синдрому у свиней на Філіппінах. Захворювання характеризувалося частим ураженням дихальної системи, високою летальністю у свиноматок і поросят, значним рівнем абортів у свиноматок. Такі ж випадки, які спричинив, як міркували тоді, високовірулентний вірус, спостерігали також в Китаї та В'єтнамі. Філіппінський департамент сільського господарства хотів визначити збудника цієї хвороби, аби вирішити, яку вакцину запропонувати або створити для контролю захворювання. Через це були відправлені відповідні зразки до Пламайлендського Центру вивчення хвороб тварин (штат Нью-Йорк, США). При проведенні багатьох досліджень РНК RESTV була випадково виявлена в 9 зразках тканин за допомогою ПЛР. Зразки були взяті від свиней з 2-х комерційних ферм на Філіппінах. В подальшому з них був виділений сам RESTV в культурі клітин. У період з грудня 2008 року по квітень 2009 року загалом на RESTV були протестовані 102 особи — 47 робітників з 2 постраждалих свіноводських господарств, з яких 4 виявились позитивними на наявність IgG до RESTV; 48 робочих свинобійні, у 2-х з яких був позитивний результат на наявність IgG до RESTV; і 7 контактів серопозитивних робітників, всі з яких виявилися негативними. Всі серопозитивні люди заперечили наявність безпосередніх контактів з кажанами та мавпами. У 6 серопозитивних осіб були щоденні професійні контакти з свинями. Найбільш ймовірними факторами зоонозної передачі були прямі контакти з кров'ю, виділеннями, органами та іншими біологічними рідинами свиней.
Таким чином Рестонський еболавірус був визнаний непатогенним для людини, проте становить небезпеку для мавп і свиней.

#### Особливості морфології
Дослідження ультраструктури цього виду показали, що на відміну від небезпечного для людини Zaire ebolavirus структура Reston ebolavirus хоча і є спіральною, але він має більші розмахи цієї спіралі, що може бути однією з причин вкрай низької патогенності цього виду для людей. Також можливо це пов'язано з виявленими відмінностями у деяких нуклеотидах — рестонський вірус не містить притаманних Zaire ebolavirus Arg179 та Lys180, що виявлено як проблему проведення димеризації Reston ebolavirus.

### Tai Forest ebolavirus
Вірус Tai Forest ebolavirus (TFEBOV, раніше Cote d'Ivoire ebolavirus, CIEBOV) вперше виявили у шимпанзе в Національному лісі Тай в Кот-д'Івуарі, Африка. Цей ліс є одним з останніх великих масивів тропічних дощових лісів в Африці, в якому мешкають декілька груп шимпанзе. У листопаді 1992 року сталось 8 випадків незрозумілої смерті в одній з груп шимпанзе, яку вивчали етологи. У цій же групі в 1994 році відбулося ще 12 випадків смерті тварин. 1 листопада 1994 року знайшли трупи двох самок шимпанзе. Розтин показав наявність крові в порожнинах деяких органів. Патологоанатомічні дослідження тканин шимпанзе показали такі ж патологічні зміни, що були знайдені у тканин людей, померлих в 1976 році під час першої епідемії хвороби, яку спричинює вірус Ебола, в Заїрі та Судані. 16 листопада 1994 року знайдено більш-менш свіжий труп шимпанзе. Трое науковців зробили його розтин. У тканинах і рештках трупа були такі ж зміни, як у попередніх випадках, а проведені дослідження в Інституті Пастера в Парижі дали позитивні результати в ІФА на наявність антитіл до вірусу Ебола. Одна з науковців, які проводили розтин загиблих мавп, 34-річна жінка захворіла на гарячку Ебола. Симптоми з'явилися через тиждень після розтину трупа шимпанзе. Як стало потім відомо, латексні рукавички, якими жінка користувалась під час розтину, мали дефекти. Внаслідок цього і відбулось зараження. Відразу після цього хвора була доставлена до Швейцарії на лікування, яке через шість тижнів після зараження завершилося повним одужанням. Таким чином, було зафіксовано, що TFEBOV здатний уражати людей.

#### Екологія і молекулярна біологія
TFEBOV вважають ендемічним для Кот-д'Івуару. Згідно проведених досліджень резервуаром вірусу є фруктоїдні кажани — Epomops franqueti і Myonycteris torquata. Цей вид має геном з трьома генними перекриттями (VP35/VP40, GP/VP30, VP24/L) та геномну послідовність, відмінну від базової вірусу Ебола на ≥30 %. TFEBOV в основному не охарактеризовано на молекулярному рівні. Тим не менш, його геномна послідовність, а разом з тим, геномна організація та збереження окремих відкритих рамок зчитування, схожі на такі у інших чотирьох відомих видів вірусу Ебола. Тому на даний час передбачають, що отримані при дослідженні ZEBOV результати можуть бути цілком екстрапольовані на TFEBOV, і що усі білки TFEBOV аналогічні таким у ZEBOV.

### Bundibugyo ebolavirus
У листопаді 2007 року Міністерство охорони здоров'я Уганди сповістило про спалах гарячки Ебола в районі Бундібуджо, який простягається на кордоні з ДР Конго. Після виділення збудника і його аналізу в США ВООЗ підтвердила наявність нового виду вірусу Ебола — Bundibugyo ebolavirus (BEBOV). 20 лютого 2008 року міністерство охорони здоров'я Уганди офіційно оголосило про закінчення епідемії в Бундібуджо. Загалом зафіксували 149 випадків зараження цим новим видом еболавірусів, 37 з них закінчилися смертю, летальність — 27,8 %. Другий і останній на сьогодні спалах захворювання, який спричинив BEBOV, відбувся у 2012 році в ДР Конго, 57 людей захворіло, померло 29, летальність склала 51 %. Таким чином, на сьогодні є зрозумілим, що патогенність цього виду є меншою, ніж у ZEBOV і SEBOV, але більшою від TFEBOV, а особливо, від RESTV.
BEBOV вважають ендемічним для Уганди. Він на сьогодні залишається маловивченим. Має геном з трьома перекриттями (VP35/VP40, GP/VP30, VP24/L) і геномну послідовність, відмінну від базової вірусу Ебола на ≥30 %. Також, як і у TFEBOV, його геномна послідовність, а разом з тим, геномна організація і збереження окремих відкритих рамок зчитування, схожі на такі у інших відомих видів вірусу Ебола. Тому на даний час вважають, що отримані при дослідженні ZEBOV результати можуть бути цілком екстрапольовані на TFEBOV, і що усі білки TFEBOV аналогічні таким у ZEBOV.

## Клінічні прояви хвороби, яку спричинює вірус Ебола, у людей
Детальніші відомості з цієї теми ви можете знайти в статті Хвороба, яку спричинює вірус Ебола.